# Гасилин, Владимир Сергеевич
Владимир Сергеевич Гасилин (9 января 1929 — 11 октября 2008) — советский и российский терапевт, доктор медицинских наук (1966), профессор (1966), член-корреспондент АМН СССР (1975), академик РАМН (1997).

## Биография
Владимир Сергеевич Гасилин родился 9 января 1929 года в селе Троицкое Сызранского района Самарской области. Мать — Гасилина Любовь Алексеевна (1902-1968), отец Гасилин Сергей Васильевич (1903-1947).
Окончил Куйбышевский медицинский институт (в настоящее время — Самарский государственный медицинский университет) в 1952 году.  С 1952 по 1955 год проходил клиническую ординатуру по терапии, после окончания ординатуры работал ассистентом на кафедре терапии Куйбышевского медицинского института, с 1965 по 1968 год заведовал кафедрой госпитальной терапии Курского медицинского института. В1959 году защитил кандидатскую диссертацию «К вопросу о диагностике инфаркта межжелудочковой перегородки и левого желудочка сердца», в 1965 году – докторскую диссертацию «К вопросу об инструментальной диагностике различных форм коронарной недостаточности и функциональной способности сердечно-сосудистой системы».
С 1968 по 1977 год работал в Четвёртом главном управлении при Минздраве СССР: с 1968 по 1970 год заведовал кафедрой терапии Учебно-научного центра, с 1970 по 1975 год был заместителем начальника Четвёртого главного управления и главным врачом спецбольницы управления, с 1975 по 1992 год — главным терапевтом Четвёртом главного управления при Минздраве СССР.
В 70-80-х годах был членом правлений Всесоюзных терапевтического, кардиологического и геронтологического научных обществ.
С 1973 года занимал должность заместителя главного редактора журнала “Кардиология”, а с 1993 года — заместителя главного редактора журнала “Кремлёвская медицина. Клинический вестник”.
С 1980 по 1990 год был заместителем академика-секретаря Отделения клинической медицины Российской Академии Медицинских наук, контролировал планирование и осуществление научных исследований в НИИ клинического профиля.
С 1992 по 1999 год — главный терапевт, с 1999 по 2003 год был главным специалистом по курортологии, в дальнейшем — консультант Медицинского центра Управления делами Президента РФ.
Проводил научные исследования в области терапии, кардиологии, курортологии и организации здравоохранения.
Умер 11 октября 2008 года, похоронен на Троекуровском кладбище города Москвы.

## Семья
Супруга — Гасилина Вера Михайловна 1932 года рождения.
Дочери: Гасилина Татьяна Владимировна 1958 года рождения и Гасилина Ирина Владимировна 1965 года рождения.

## Премии и награды
За монографию "Промежуточные формы ИБС" удостоен премии имени Г. Ф. Ланга Российской академии наук, за монографию "Хронические формы ИБС" — премии имени А. Л. Мясникова.
В 1978 году награждён орденом Ленина, в 1971 и 1976 года орденами Трудового Красного Знамени, в 1980 году золотой медалью ВДНХ СССР.

## Публикации
Владимир Сергеевич является автором 300 научных работ, из них 30 монографий, руководств, справочников, 2 статей в Большой Медицинской Энциклопедии — "Миокардит", "Ишемическая болезнь сердца".